# Mamia Ier d'Iméréthie
Mamia Ier d'Iméréthie (Mamia III Gurieli géorgien : მამია III გურიელი), connu également comme
Mamia le Grand Gurieli (დიდი გურიელი, Didi Gurieli) ou le Gurieli noir (შავი გურიელი, Shavi Gurieli) (mort le 5 janvier 1714), est prince de Gourie ou Gouriel sous le nom de Mamia III Guriéli de 1689 à 1714, et roi d'Iméréthie à trois reprises en 1701-1702, 1711-1712 et 1713-1714.

## Accession et règne en Gourie
Mamia est le jeune fils de Georges III de Gourie et de Thamar Chijavadzé. À la mort de Georges lors de la bataille de Rokiti contre le roi Alexandre IV d'Iméréthie en 1684, Mamia rejoint ses frères en exil à Akhaltsikhe sous la protection du pacha  Ottoman Yousuf II Pacha Jakéli. Dans le conflit ultérieur entre le frère aîné de Mamia Kaikhosro et son oncle paternel Malakia, le premier perd la vie et le second est privé de la vue. Plus tard à la requête de la noblesse de Gourie, Mamia est rappelé d'Akhaltsikhe et installé comme prince-régnant avec l’appui du pacha, pendant que l'aveugle Malakia est fait évêque de Shemokmedi par le nouveau souverain Gouriel,.
En 1690, Mamia accueillit le roi exilé Georges XI de Karthli un ennemi d'Alexandre IV d'Iméréthie, mais se méfie bientôt de la loyauté de ses nobles envers l'hôte et commende à réprimer l'opposition présumée, forçant Georges à partir à Gonio contrôlé par  l'Empire ottoman. Dans les luttes de pouvoir incessantes en Iméréthie, Mamia soutient d'abord son beau-père Georges-Malakia Abachidzé, mais, en 1699, il aide l'ancien gendre  d'Abachidzé, le roi Simon Ier, à revenir de son exil au Karthli et à recouvrer la couronne d'Iméréthie. En retour, Simon  accepté de divorcer de la fille d'Abachidzé, Anika, et d'épouser la sœur de Mamia. Abachidzé, soutenu par le régent mingrélien Giorgi Lipartiani, rassemble ses troupes sur les frontières de Gourie et demande au Gouriel de tuer Simon, promettant de faire de Mamia le roi d'Iméréthie. le Gouriel  refuse de le faire lui-même, mais a permet aux agents d'Abachidzé de tuer Simon dans sa salle de bain en 1701,

## Premier règne en Iméréthie et invasion ottomane
Conformément à sa promesse, Georges Abaschidzé fait Mamia roi d'Iméréthie, mais alors que Abachidzé contrôle les domaines royaux, les revenus et la noblesse, Mamia est contraint de vendre ses sujets gouriens en esclavage pour subvenir à ses propres besoins. Mamia est ensuite déposé l'année suivante par Georges Abaschidzé, qui monte lui-même sur le trône d'Iméréthie sous le nom de Georges VI, et devient ainsi le suzerain de la Gourie et de la Mingrelie,.

## Deuxième et troisième règne en Iméréthie
En 1707, l'unité imposée par Georges VI Abachidzé en Géorgie occidentale s'effondre. En 1709, Abachidzé et ses alliés de Mingrélie sont défaits par Georges VII Bagration, héritier de son frère Simon Ier qui avait obtenu l'appui des Ottomans. Georges VII razzie et ravage la Gourie en représailles de l'appui de Mamia à Abachidzé. Rapidement son pouvoir devient intolérable pour les Iméréthiens en octobre 1711, Mamia obtient le soutien des nobles de  Mingrélié, du duché de Ratcha, et de Letchkhoumi et se rétablit sur le trône d'Iméréthie laissant la Gourie à son fils Georges IV de Gourie. Pendant son administration il interdit le commerce d'esclave et ouvre des écoles en Gourie,.
Les anciens rivaux  George VII Bagration et Georges VI Abachidzé qui avaient trouvé refuge chez le roi  Vakhtang VI de Karthli, poursuivent leur querelle. Abachidzé revient dans ses états d'Iméréthie. Le roi Georges VII déposé se rend à Akhaltsikhe et conspire avec Zourab Abachidzé, le neveu de Georges Abachidzé, qui avait été dépossédé par Mamia. En juin 1712, Georges VII et Zourab Abachidzé envahissent secrètement la région Argveti et inflige une défaite à Mamia et à Georges Abachidzé à Chkhari,.
Le Gouriel s'enfuit au Karthli, où il reçoit à Tskhinvali l’hospitalisé du fils de Vakhtang VI Bakar. Avec le soutien du Karthli, Mamia retourne en Gourie. En novembre 1713, Mamia Gurieli, allié au Dadiani, au duc de Ratcha, à Georges Abachidzé et aux Lechkhoumiens, défait lez roi Georges VII à Kutaisi et le contraint à  se réfugier à  Akhaltsikhe. Mamia meurt deux mois plus tard le 5 janvier 1714 et Georges VII récupère une nouvelle fois son trône,. Les restes de Mamia sont transférés de Gourie au  monastère de Shemokmedi (en) pour y être inhumés,.

## Mariages et descendance
Mamia épouse :
1. en 1698 Elene Abachidzé  (divorce en 1711), dont :
  - Georges VIII, roi d'Iméréthie et prince de Gourie ;
  - Kaïkhosro III Guriéli, anti-prince de Gourie en 1716 ;
2. en 1711 Thamar (morte en 1715), fille du prince Papouna Tchkheidzé.

Mamia IV a également eu plusieurs enfants illégitimes :
- Thamar, qui épouse en 1711 Georges IV Tchikovani, prince de Mingrélie ;
- une autre fille, qui épouse Aslan II Jakeli, pacha d'Akhaltsikhé.

## Sources
- Marie-Félicité Brosset, Histoire de la Géorgie, tome II : Histoire moderne de la Géorgie, réédition Adamant Media Corporation  (ISBN 0543944808), p. 300-301, 306-309.
- Cyrille Toumanoff, Les dynasties de la Caucasie chrétienne de l'Antiquité jusqu'au XIXe siècle : Tables généalogiques et chronologiques, Rome, 1990.